# Diego Castillo
Diego Castillo (né le 18 janvier 1994 à Cabrera en République dominicaine) est un lanceur droitier de la Ligue majeure de baseball.

## Carrière
Diego Castillo signe son premier contrat professionnel en mars 2014 avec les Rays de Tampa Bay.
Il fait ses débuts dans le baseball majeur avec les Rays le 6 juin 2018.